# Namco System 11

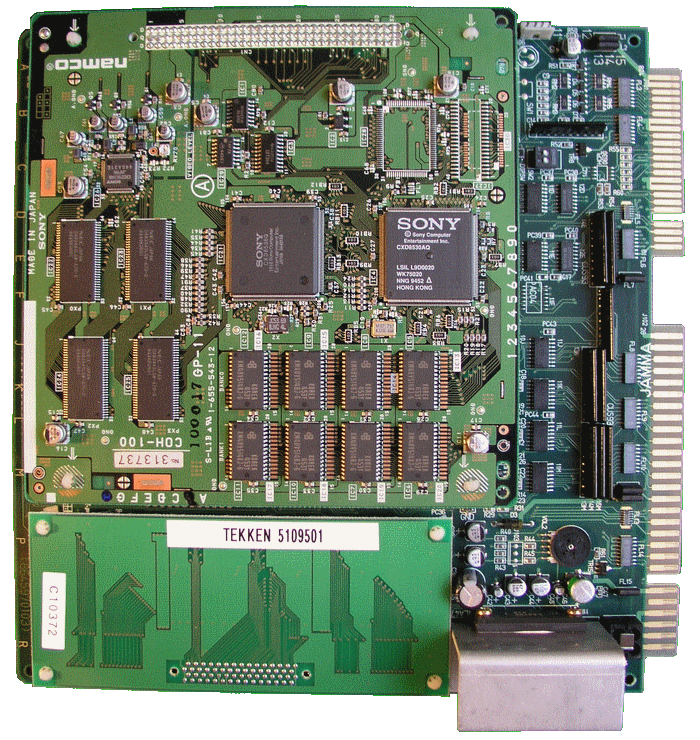
Namco System 11, hier Tekken 2

Das Namco System 11 ist ein Arcade System Board, das 1994 von Namco auf den Markt gebracht wurde. Die Hardware des Systems basiert direkt auf der Sony Playstation, weswegen viele Spiele des System 11 auf die Konsole portiert wurden. Der Hauptunterschied zwischen der Konsole und dem Arcade-System besteht in den direkt verlöteten ROMs, auf denen die Spiele des System 11 gespeichert sind. Die Playstation benutzt als Datenträger für die Spiele CDs. Diese Eigenschaft hat zur Folge, dass jedes System-11-Board speziell für ein Spiel entworfen und die Spiele nicht untereinander austauschbar sind.

## Technische Daten
Basierend auf der Playstation:
- CPU: 32 Bit MIPS RISC (R3000 custom), Taktfrequenz: 33,8688 MHz
- Arbeitsspeicher: 2 MB (1,5 MB RAM + 512 KB ROM)
- Grafik: Playstation GPU, 1 MB Grafik-RAM
- Sound: Namco C76 (Mitsubishi M37702)
- Hauptspeicher: 2 MB
- Video RAM: 2 MB
- Sound RAM: 512 kB

## Spiele
- Dancing Eyes (1996)
- Dunk Mania (1995)
- Kosodate Quiz My Angel 3 (1998)
- Prime Goal EX (1996)
- Pocket Racer (1996)
- Point Blank 2 (1999)
- Point Blank 3 / Gunbalina (2001)
- Soul Edge (1995)
- Soul Edge Ver.II (1996)
- Soul Edge Ver.III (1996)
- Star Sweep (1997)
- Tekken (1994)
- Tekken 2 (1995)
- Tekken 2 Ver.B (1995)
- Xevious 3D/G (1996)